# 圖波列夫 Tu-141
圖波列夫 Tu-141（英語：Tupolev Tu-141 Strizh,俄語：Ту-141 Стриж）是一款蘇聯無人偵察機，在1970年代後期和1980年代曾在蘇聯紅軍服役，自2014年以來一直服役於烏克蘭武裝部隊。 

## 發展
图-141的初期设计目的旨在以超音速速度侦察距前线数百公里的深度。它配备了照片和红外侦察手段，可以在全天候使用。
乌克兰苏维埃社会主义共和国的哈尔科夫航空工厂生产，在苏联空军服役。
图-141是图波列夫图-123的后续机型，是一种比较大的中程侦察无人机。它被设计用来在1000公里（620英里）的半径范围内执行侦察任务，以超音速飞行。它可以携带一系列有效载荷，包括胶片相机、红外成像器、EO成像器和成像雷达。

## 性能特点
驾驶员：无人驾驶
长度：14.33米（47英尺0.25英寸）
翼展：3.88米（12英尺8.5英寸）。
高度：2.44米（8英尺0英寸）。
机翼面积：10.0M²（108平方英尺） 。
总重量：6,215公斤（13,702磅）。
动力装置。1架图曼斯基KR-17A，推力19.6千牛（4,409磅）。

### 性能指标
最大航速：1,100公里/小时（683英里/小时，594节）。
巡航速度：1,000公里/小时(620英里/小时，540节)
续航能力：1,000公里（620英里，540海里）。
飞行高度：6,000米（19,700英尺）。

## 使用國

### 乌克兰
2014年春季乌克兰东部爆发武装冲突后，乌克兰国防部决定提高空中侦察的效力。计划的活动之一是开始对剩余的无人驾驶飞行器 进行现代化改造的开发工作。
2022年3月10日，据美联社报道，一架乌克兰空军的图-141军用无人侦察机在穿越罗马尼亚和匈牙利之后进入克罗地亚，并在晚间在克罗地亚首都萨格勒布附近坠毁。坠毁发出巨大爆炸声并且导致大约40辆停放的汽车受损，但没有人受伤。
2022年12月5日，俄国防部表示，乌克兰5日曾出动两架苏制喷气式图-141“雨燕”战役战术无人机袭击俄境内萨拉托夫州和梁赞州的军事机场，导致3人死亡、4人受伤。据悉，两架飞机在袭击中受到损坏。

## 規格
参考资料：Unmanned Aerial Vehicles Directory: Part 2
基本信息
- 机组：无人
- 長度：14.33米（47英尺0英寸）
- 翼展：3.88米（12英尺9英寸）
- 高度：2.44米（8英尺0英寸）
- 机翼面积：10.0平方（108平方英尺）[4]
- 总重：6,215（13,702英磅）
- 发射方式: 助推火箭辅助起飞（JATO）
- 降落方式: 降落伞
- 发动机：1台图曼斯基 KR-17A，19.6千牛頓（4,400英磅力）推力

性能
- 最大速度：1,100每小時（684英里每小時；594節）
- 巡航速度：1,000每小時（621英里每小時；540節）
- 航程：1,000（621英里；540海里）
- 升限：6,000（20,000英尺）

## 外部連結
- Tupolev Tu-141 on Khodynskoe Pole in Moscow （页面存档备份，存于）